# NGC 6163
NGC 6163 is een lensvormig sterrenstelsel in het sterrenbeeld Hercules. Het hemelobject werd op 30 juni 1870 ontdekt door de Franse astronoom Édouard Jean-Marie Stephan.

## Synoniemen
- MCG 6-36-48
- ZWG 168.15
- HCG 82B
- KUG 1626+329D
- NPM1G +32.0474
- PGC 58250